# Clunio marinus
Espèce
Clunio marinus est une espèce d'insectes diptères, un petit moustique non-piqueur du groupe des chironomes (famille : Chironomidae) qui vit dans les zones rocheuses des plages et de la bordure de mer. Cette espèce vit dans la zone de battement des marées, et sa reproduction et son cycle de vie sont liés à des horloges circadiennes et circalunaires internes qui font l'objet de nombreuses études scientifiques.

## Habitat
C'est l'une des rares espèces d'insectes trouvées dans la zone intertidale des littoraux atlantique européens rocheux ; de l'Espagne à l'Islande.
Pour cette raison, cette espèce a attiré l'attention des biologistes, qui en ont aussi fait un modèle animal dans le domaine de la chronobiologie, en particulier pour l'étude de l'influence du cycle lunaire sur l'horloge biologique animale, et pour l'étude de l'évolution des « horloges biologiques »,,.

## Espèce-modèle
Cette espèce, relativement facile à élever en laboratoire est notamment utilisée pour l'étude des horloges biologiques endogènes qui permettent aux insectes et à d'autres organismes d'anticiper les cycles environnementaux réguliers saisons, cycle nychthéméral (jour/nuit) mais aussi dans le cas de cette espèce qui vit dans la zone intertidale le cycle des marées, notamment influencé par le cycle lunaire.
Chez les animaux comme chez l'Homme, les individus semblent présenter des variantes physiologiques naturelles associées à des comportements temporellement différents (chronotypes) qui en 2016 n'ont toujours pas pu être bien caractérisés par la biologie moléculaire.
Des individus provenant de souches géographiques différentes présentent des adaptations génétique de synchronisation propre à chaque souche. Une étude récente a porté sur les variations génétique au sein de cinq souches de C. marinus provenant de différents lieux. Une cartographie des loci de caractères quantitatifs des chronotypes circalunaires et circadiens pu être faite, qui a permis de mieux comprendre ce mécanisme géographiquement variable d'adaptation naturelle au rythme circadien.

## Génomique
Il fait partie des espèces dont le génome a été séquencé.